# کفپوش برجسته

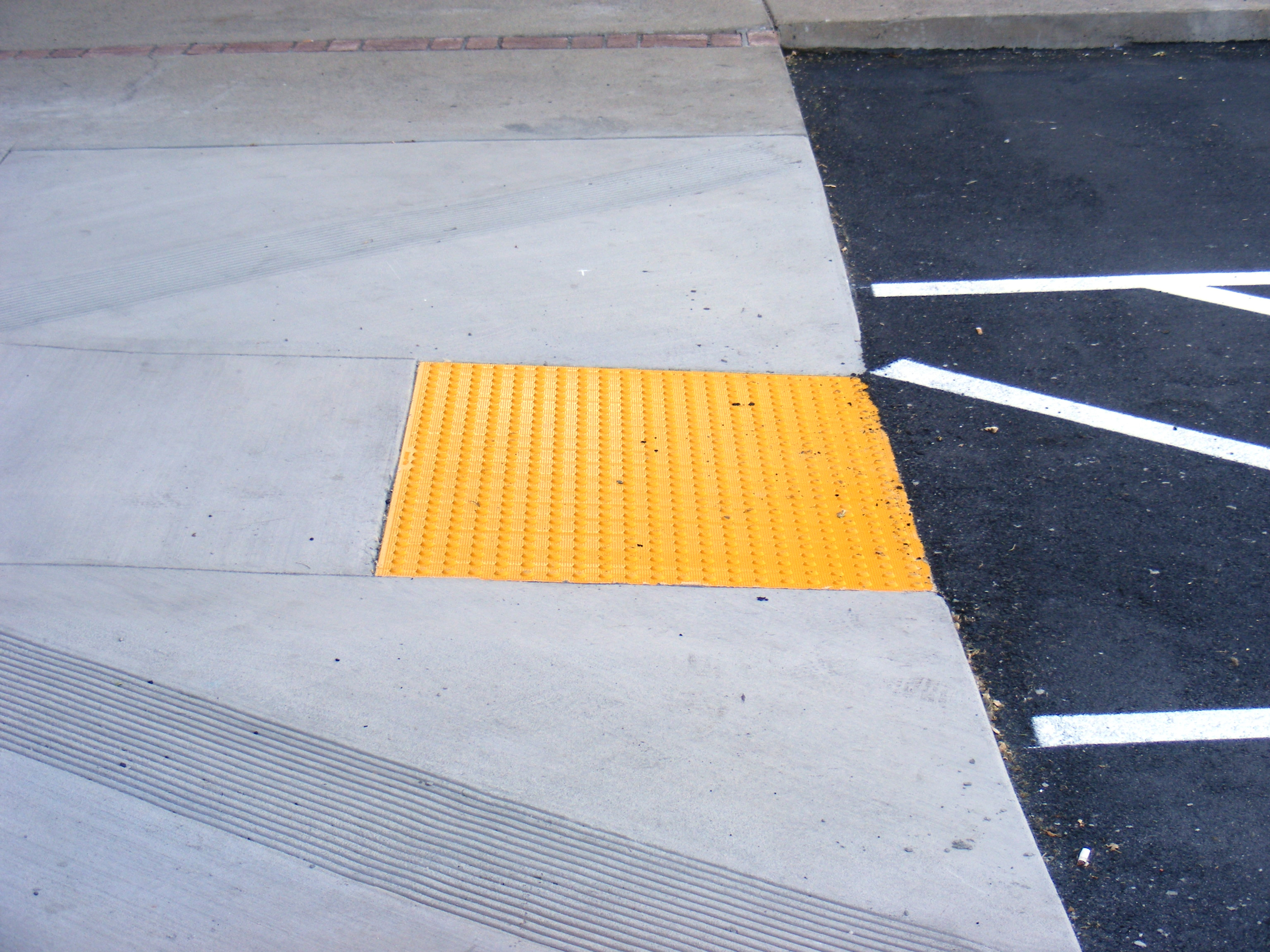
سطحی پوشیده شده از کفپوش زرد بر روی پیاده‌رو ورودی به پارکینگ

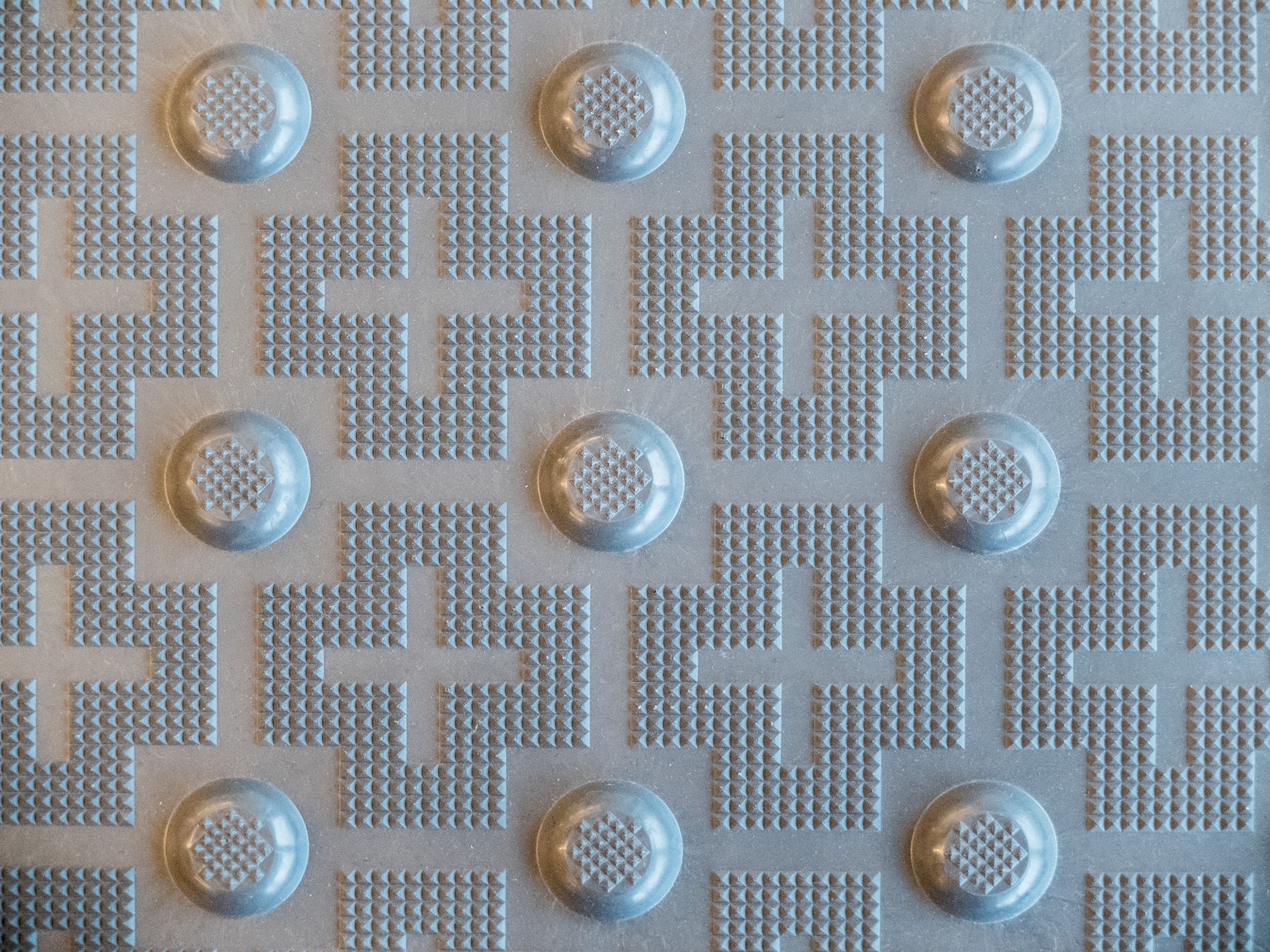
نمای نزدیک از بافت کفپوش

کفپوش برجسته (به انگلیسی: Tactile Paving) سامانه‌ای از سطوح بافتدار است که در پیاده‌روها، پلکان و ایستگاه‌های قطار برای کمک به نابینایان و افراد کم‌بینا در پیدا کردن مسیر و اخطار استفاده می‌شود.
کفپوش برجسته سطح مشبکی از مخروط‌های ناقص و خطوط برجسته به وجود می‌آورد که به وسیله عصای سفید قابل تشخیص است. این کفپوش‌ها برای آگاه‌کردن افراد نابینا و کم‌بینا هنگام رسیدن به خیابان یا اختلاف سطح به کار می‌روند.
درمورد طراحی و استفاده از کفپوش برجسته در داخل ساختمان اختلاف نظر وجود دارد زیرا نصب کفپوش در داخل ساختمان می‌تواند باعث زمین خوردن شود.
در ابتدا این کفپوش‌ها در خطوط عابرپیاده و سایر مسیرهای خطرناک عبورومرور ژاپن استفاده شدند و سپس بریتانیا و استرالیا و ایالت متحده آمریکا بعد از تصویب قانون معلولین آمریکا در اوایل دهه نود از این محصول بهره گرفتند. کانادا در دهه نود کفپوش برجسته را وارد سیستم حمل و نقل کرد و در دهه اول سده ۲۱ میلادی از آن‌ها در ساختارهای محیطی استفاده کرد.

## تاریخچه
کفپوش برجسته برای اولین بار در سال ۱۹۶۵ در ژاپن تولید شد و دو سال بعد در شهر اوکایاما به عموم معرفی شد. بعد از این تاریخ، استفاده از این کفپوش‌ها در ژاپن و سپس سایر کشورها رواج یافت.
امروزه کفپوش‌های زرد در همه جای ژاپن دیده می‌شوند. گاه برای زیبایی مثلاً در جلوی هتل‌ها کفپوش‌ها هم رنگ کفپوش داخل هتل می‌شوند. گاهی کفپوش‌ها با نوارهای استیل و نقطه ساخته می‌شوند.
کفپوش‌های مشبک خیلی زود تمام شبکه ملی حمل و نقل ژاپن را فرا گرفت. این سیستم در ابتدای پیدایش سال ۱۹۸۵ "راهنمای خطر برای نابینایان" نام گرفت. مدل مدرن این محصول به دو گروه تقسیم می‌شود. گروه اول شامل برجستگی‌های کوچک دایره‌ای است که زیر پای انسان احساس می‌شوند. گروه دوم راهنمای جهت‌یابی هستند. برجستگی‌های باریک و بلند که بر روی سطح نصب می‌شوند.
اگرچه مدل‌های مختلفی برای آزمایش ساخته و نصب شده٬ این گوناگونی باعث سردرگمی کم‌بینایان و سالخوردگان می‌شوند. معمولاً رنگ کفپوش به یافتن جهت کمک می‌کند. اگر رنگ کامل مشخص نباشد سردرگمی به وجود می‌آید. این مسئله باعث استاندارد شدن این محصول در ژاپن شد.
امروزه این کفپوش‌ها همه دنیا را فرا گرفته‌اند. تعداد زیادی از این کفپوش‌ها در متروها و خیابان‌های سئول نصب شده‌اند. اما نصب کفپوش‌ها در سئول از ژاپن سخت‌تر است زیرا سطح خیابان‌های سئول مسطح نیست و خیلی جاها کفپوش مشبک معنی خود را از دست می‌دهند.

## نقش رنگ و کنتراست

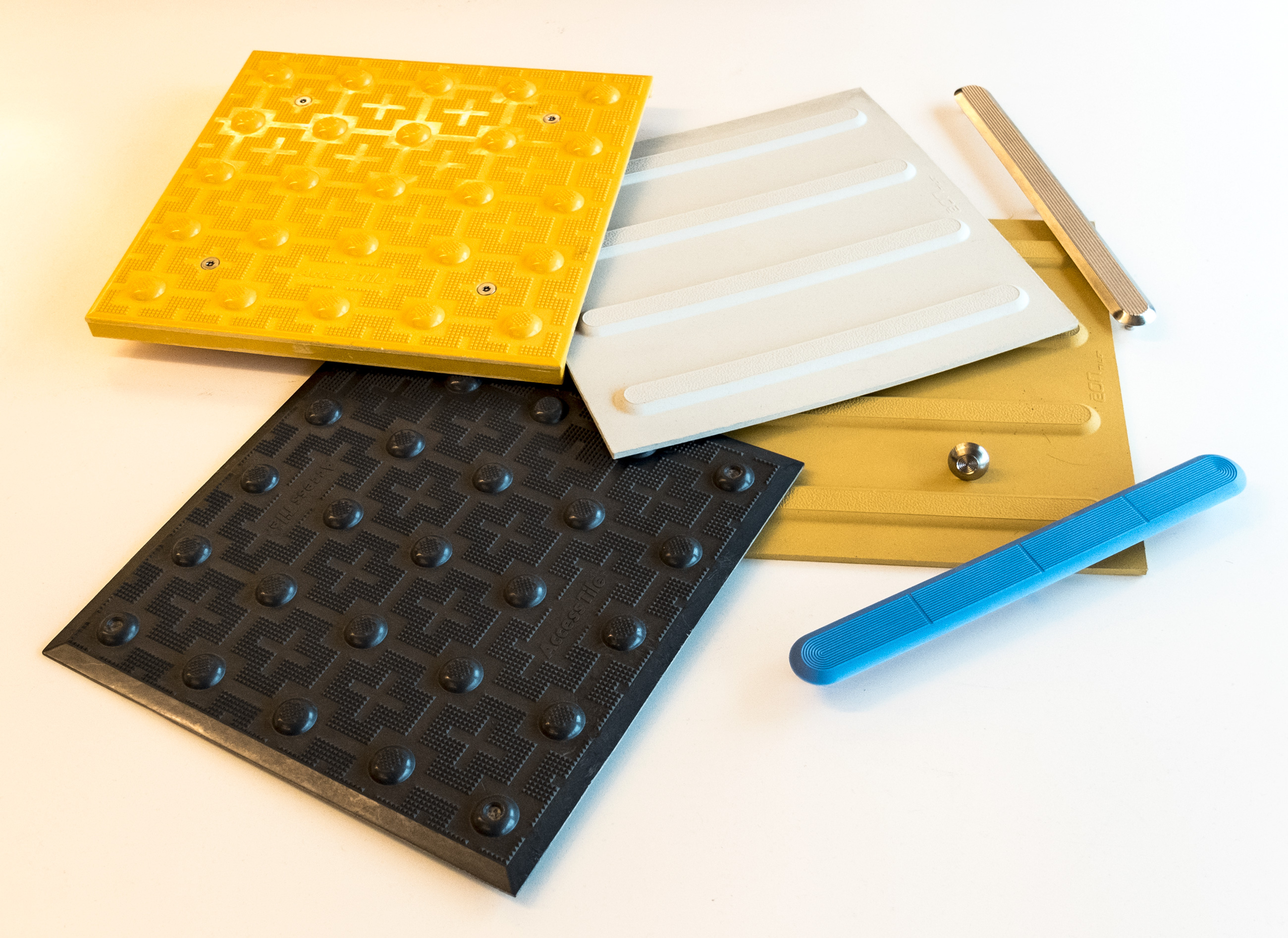
اشکال و رنگ‌های مختلف کفپوش که با مواد مختلفی ساخته شده‌اند

در راهنمای نصب کفپوش‌های برجسته که توسط ادارات حمل و نقل منتشر می‌شود، تأکید ویژه‌ای بر نقش کنتراست این کفپوش‌ها با محیط اطراف آن شده‌است. بیشتر این کفپوش‌ها با مصالح و در رنگ‌های متفاوتی ساخته شده‌اند و این تنوع انتخاب کفپوش مناسب را راحت‌تر می‌کند.
تنها ۲ رنگ کفپوش برجسته دارای معنی از پیش تعریف شده هستند:
- کفپوش‌های قرمز با بافت دایره‌ای که برای مشخص کردن تقاطع پیاده‌روهای کنترل شده‌استفاده می‌شوند.
- کفپوش‌های زرد با بافت دایره‌ای که برای مشخص کردن تقاطع پیاده‌روهای کنترل نشده‌استفاده می‌شوند.

## استانداردها
- Australia / New Zealand AS/NZS 1428.4:2002 Design for access and mobility - Tactile indicators
- United Kingdom BS 7997:2003 Products for tactile paving surface indicators. Specification
- Japan JIS T 9251:2001 Dimensions and patterns of raised of parts of tactile ground surface indicators for blind persons